# Gebet für die Ukraine (Musikwerk)
Gebet für die Ukraine (ukrainisch Молитва за Україну Molytwa sa Ukrajinu, englisch Prayer for Ukraine) ist ein patriotisches Lied, das 1885 erschien und das zum Kirchenlied und zur geistlichen Hymne wurde. Den Text verfasste Oleksandr Konyskyj, Melodie und Chorsatz schrieb Mykola Lysenko. Das Lied wird regelmäßig zum Abschluss von Gottesdiensten der Ukrainischen griechisch-katholischen Kirche und der orthodoxen Kirche der Ukraine gesungen. Es wurde während des Unabhängigkeitskrieges (ab 1917) häufig als nationales Symbol verwendet und wurde später auch offiziell zur geistlichen Hymne der Ukraine. Das Gebet für die Ukraine erklingt regelmäßig bei Sitzungen von Stadträten und Distriktverwaltungen und zu besonderen Feierlichkeiten, zum Beispiel 2001, als zehn Jahre Unabhängigkeit begangen wurden.
Im Zusammenhang mit dem russischen Überfall auf die Ukraine 2022 wurde das Lied international in Gottesdiensten gesungen. Am 26. Februar 2022 eröffnete der ukrainisch-amerikanische Chor Dumka aus New York City damit die Sendung Saturday Night Live.

## Geschichte
Oleksandr Konyskyj schrieb den Text von Februar bis 28. März 1885 in Kiew, zu einer Zeit, als die Verwaltung des Russischen Kaiserreichs die ukrainische Sprache unterdrückte. Melodie und Chorsatz schrieb Mykola Lysenko, der eine nationale Bewegung für Chormusik in der Ukraine mitbegründet hatte.

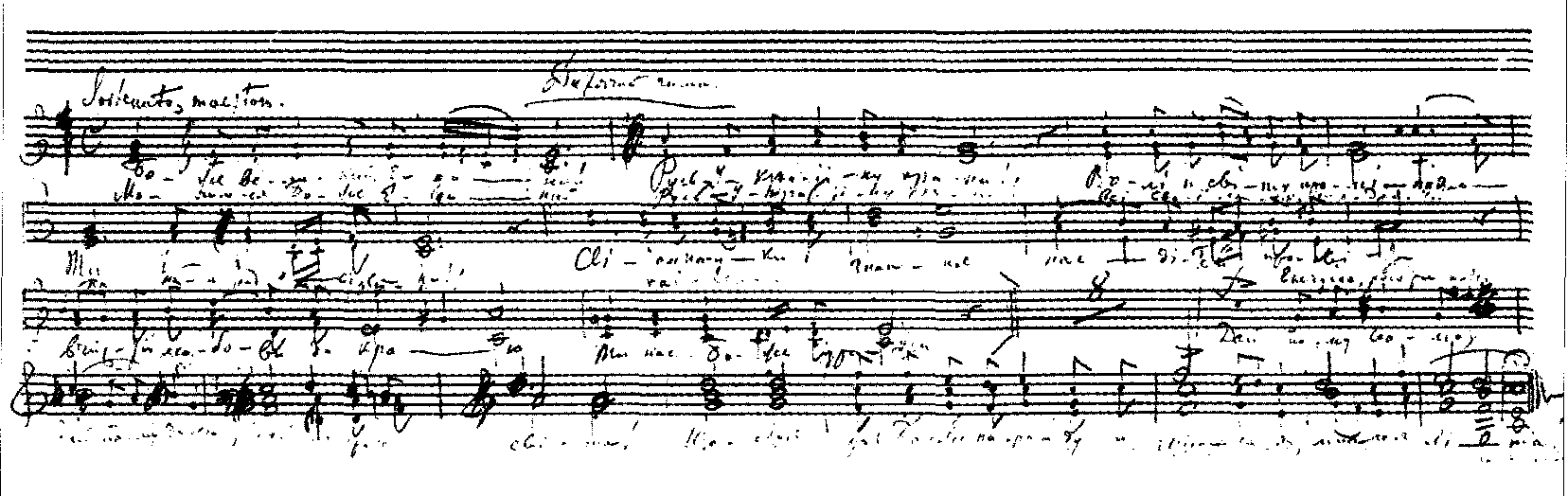
Manuskript von Lysenko, 1885

Das Gebet erschien im Sommer 1885 in Lviv. Der erste Titel lautete: Молитва. Гімнѣ, на жѣночи голоси. Слова О. Я. Кониського, музика Миколы Лисенка, — Львовѣ., 1885, Лит[ографія] П. Прищляка, 4 с. (Gebet. Hymnus, für Frauenstimmen. Text von O. Ya. Konysky, Musik Mykola Lysenko, Lviv., 1885, Lithographie P. Pryshliak, 4 p.). Es erschien als Partitur und Einzelstimmen für Soprano und Alt. Lysenko dachte ursprünglich an einen Kinderchor, doch der Satz erwies sich als zu anspruchsvoll für normale Kinderchöre.
Das Gebet verbreitete sich weit zu Beginn des 20. Jahrhunderts, auch in Sätzen für gemischten Chor von Wiktor Matjuk (1907) sowie Kyrylo Stezenko und Oleksandr Koschiz um 1910. Es gewann nationale Bedeutung während der Kriege um die ukrainische Unabhängigkeit 1917 bis 1920. Es wurde einmal demonstrativ von tausenden von Chorsängern, geleitet von Kyrylo Stetsenko, auf dem Bohdan-Khmelnytsky-Platz in Kiew aufgeführt, außerdem bei einer patriotischen Versammlung am 20. Dezember 1917 sowie anlässlich der Vereinigung der Ukrainischen Volksrepublik und der Westukrainischen Volksrepublik am 22. Januar 1919.
Eine Initiative des Ministerkabinetts der Ukraine vom 14. Juli 1998 suchte in einem Projekt, das als #1229 registriert war (“About the text of the State Anthem of Ukraine and the Spiritual Anthem of Ukraine”) eine geistliche Hymne der Ukraine, und das „Gebet für die Ukraine“ war ein führender Anwärter. Anatoliy Holubchenko aus Mariupol, zu der Zeit Vizepremierminister der Ukraine (1997–99), war der Autor des Projekts.

## Text
| Ukrainisch | Latinisiert | Englisch, von Dmytro Shostak | Deutsch |
| --- | --- | --- | --- |
| Боже великий, єдиний, Нам Україну храни, Волі і світу промінням Ти її осіни. Світлом науки і знання Нас, дітей, просвіти, В чистій любові до краю, Ти нас, Боже, зрости. Молимось, Боже єдиний, Нам Україну храни, Всі свої ласки й щедроти Ти на люд наш зверни. Дай йому волю, дай йому долю, Дай доброго світу, щастя, Дай, Боже, народу І многая, многая літа. | Bosche welykyj, jedynyj, Nam Ukrainu chrany, Woli i switu prominniam, Ty jii osiny. Switlom nauky i snannja Nas, ditej, proswity, W tschystij ljubowi do kraju, Ty nas, Bosche, srosty. Molymos', Bosche jedynyj, Nam Ukrainu chrany, Wsi swoi lasky j schtschedroty, Ty na ljud nasch swerny. Daj jomu wolju, dai jomu dolju, Daj dobroho switu, schtschastja, Daj, Bosche, narodu I mnohaja, mnohaja lita. | Lord, oh the Great and Almighty, Protect our beloved Ukraine, Bless her with freedom and light Of your holy rays. With learning and knowledge enlighten Us, your children small, In love pure and everlasting Let us, oh Lord, grow. We pray, oh Lord Almighty, Protect our beloved Ukraine, Grant our people and country All your kindness and grace. Bless us with freedom, bless us with wisdom, Guide into kind world, Bless us, oh Lord, with good fortune For ever and evermore. | Großer und allmächtiger Herr beschütze unsere geliebte Ukraine, segne sie mit Freiheit und Licht deiner heiligen Strahlen. Mit Lernen und Wissen erleuchte uns, deine kleinen Kinder, in reiner und ewiger Liebe Lass uns, oh Herr, wachsen. Wir beten, oh allmächtiger Herr, beschütze unsere geliebte Ukraine, gewähre unserem Volk und Land deine ganze Güte und Gnade. Segne uns mit Freiheit, segne uns mit Weisheit, führe uns in eine freundliche Welt, segne uns, oh Herr, mit Glück für immer und ewig. |

## Gebrauch

### Kirchen
Das Lied beschließt jeden Gottesdienst in der Ukrainischen griechisch-katholischen Kirche, in der orthodoxen Kirche der Ukraine sowie in anderen Kirchen der Ukraine.

### Geistliche Hymne
Die Hymne wird regelmäßig zum Abschluss von Sitzungen der Räte von Städten, Gebieten und Distrikten gesungen. Sie erklingt am Jahrestag der Vereinigung, am Tag des Gedenkens an die Opfer des Holodomor und zum Jahrestag der Deportation von Tataren von der Krim. In seinen Erinnerungen beschrieb Taras Hunczak, dass die Hymne 1991 ein Konzert im Taras-Schewtschenko-Opernhaus eröffnete, das vom ukrainischen Parlament zum 125. Jahrestag der Geburt von Mychajlo Hruschewskyj organisiert wurde. Das Gebet wurde während der Zehn-Jahres-Feiern der Unabhängigkeit der Ukraine 2001 bei einer Parade auf dem Chreschtschatyk, der Hauptstraße von Kyiv, aufgeführt und in einem Bericht der englischsprachigen ukrainischen Zeitung The Ukrainian Weekly als einer der inspirierendsten Momente der Parade gewürdigt. 2007 sang der Ukrainische Volkschor „Hryhorij Werowka“ die Hymne zur Eröffnung der 6. Session der Werchowna Rada.

### Einspielungen

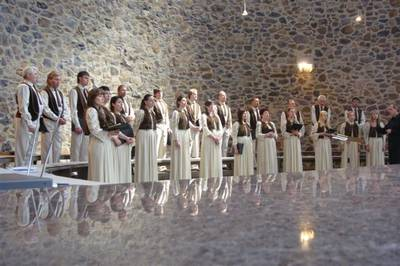
OREYA in Tracht im Gottesdienst

Das Gebet wurde mehrfach aufgenommen. OREYA, ein Kammerchor, der auf die Chormusik der Ukraine spezialisiert ist, wählte das Lied als erstes für ein Album im Jahr 2000, das danach den Titel Prayer for Ukraine erhielt. Der Chor begann auch ein Album zu seinem 20. Jubiläum mit diesem Lied.

### Russischer Überfall auf die Ukraine 2022
Das Lied wurde international in Gottesdiensten im Zusammenhang mit dem russischen Überfall auf die Ukraine 2022 gesungen, zum Beispiel in einer Kirche in Maryland am 21. Februar 2022. Am 26. Februar 2022 eröffnete der ukrainisch-amerikanische Chor Dumka aus New York City statt des sonst üblichen Sketches damit die Sendung Saturday Night Live.

## Gleichnamige Werke
Der ukrainische Komponist Walentyn Sylwestrow komponierte 2014 ein Lied für gemischten Chor, das ebenfalls den Titel Gebet für die Ukraine trägt.